# Brie-Comte-Robert
Brie-Comte-Robert ist eine französische Gemeinde mit 18.999 Einwohnern (Stand 1. Januar 2022) im Département Seine-et-Marne in der Region Île-de-France. Sie gehört zum Arrondissement Torcy und dort seit dem Neuzuschnitt der französischen Kantone im Jahr 2015 zum Kanton Combs-la-Ville.

## Lage
Die Gemeinde liegt am Rande des Plateau de la Brie etwa 25 Kilometer südöstlich von Paris und wird südlich vom Fluss Yerres umflossen.  

## Geschichte
Brie-Comte-Robert ist die historische Hauptstadt der Region und Grafschaft Brie. Im 12. Jahrhundert war die Stadt im Besitz des Grafen Robert I. de Dreux, Bruder des französischen Königs Ludwig VII. Dieser befestigte die Stadt, um einen möglichen Angriff auf Paris zu erschweren.
Bis zum Neuzuschnitt der französischen Kantone im Jahr 2015 war Brie-Comte-Robert Hauptort (Chef-lieu) des gleichnamigen Kantons, dem zwölf Gemeinden angehörten.
| Bevölkerungsentwicklung | Bevölkerungsentwicklung | Bevölkerungsentwicklung | Bevölkerungsentwicklung | Bevölkerungsentwicklung | Bevölkerungsentwicklung | Bevölkerungsentwicklung | Bevölkerungsentwicklung |
| ----------------------- | ----------------------- | ----------------------- | ----------------------- | ----------------------- | ----------------------- | ----------------------- | ----------------------- |
| Jahr                    | 1962                    | 1968                    | 1975                    | 1982                    | 1990                    | 1999                    | 2009                    |
| Einwohner               | 4.689                   | 6.100                   | 8.706                   | 10.347                  | 11.501                  | 13.397                  | 16.152                  |

## Sehenswürdigkeiten
Siehe auch: Liste der Monuments historiques in Brie-Comte-Robert
- Burg Brie-Comte-Robert, Ende des 12. Jahrhunderts erbaut
- gotische Kirche Saint-Étienne, im 13. Jahrhundert unter Robert II. de Dreux errichtet; die Turmspitze überragt die Stadt und ist auch vom Plateau de la Brie leicht zu erkennen
- ehemalige Kapelle des Hôtel-Dieu, erstmals erwähnt im Jahr 1207, heute als Kulturzentrum genutzt
- weitläufiger Park François Mitterrand, nur fünf Minuten vom Zentrum der Stadt entfernt, mit zwei Teichen, einem Wäldchen, drei großen Liegewiesen und einem Fußballplatz

|  |  |  |

## Varia
Von 1947 bis 1974 produzierte die Firma Chappe Frères & Gessalin in Brie-Comte-Robert Sportwagen. 

## Städtepartnerschaften
- Stadtbergen bei Augsburg, Bayern, Deutschland, seit 1987
- Bagnolo Mella in der Lombardei, Italien
- Olbernhau in Sachsen, Deutschland, seit 1992
- Litvínov, Tschechien, seit 2011

Stadtbergen und Bagnolo Mella sind ebenfalls partnerschaftlich verbunden (seit 2004); weiter haben sich schon 1992 Olbernhau und Litvínov verbunden.

## Persönlichkeiten
- Eudes Rigaud (* um 1210; † 1275), Erzbischof von Rouen

In der Stadt wirkte:
- Arthur Chaussy (1880–1945), Maire von 1929–1941 und 1944–1945, Politiker und Résistant